# Fräulein Hochgemuth
Fräulein Hochgemuth, auch als Fräulein Hochmut geführt, ist ein deutsches Stummfilmlustspiel aus dem Jahre 1915 von Franz Hofer.

## Handlung
Herr Lohmeyer ist ein durch und durch biederer und bodenständiger Zeitgenosse. Seine Gattin stammt aus adeligem Hause und verhält sich äußerst standesbewusst. Dies geht sogar so weit, dass im Salon der Wappenschild ihrer Familie prangt und gleich daneben auch noch die Porträts ihrer längst verblichenen Ritter-Verwandtschaft in vollem Ornat. Tochter Röschen hat Mutters Adelsstolz geerbt, kein Bewerber um ihre Gunst und Hand ist ihr gut genug. Fräulein Hochmut verlangt als Gatten zumindest einen Baron mit nachweisbarer Ahnentafel. Angesichts dieser Blasiertheit von Ehefrau und Tochter kann Lohmeyer nur noch mit dem Kopf schütteln. Um diesem Unfug ein Ende zu bereiten, entsendet er sein Töchterchen zu seinem wie er bodenständigen Bruder, Onkel Lohmeyer. Der betreibt in Berlin eine Laufburschen-Agentur und ist mit einer handfesten, um nicht zu sagen: derb-biederen Frau verheiratet.
Dort angekommen, ist Röschen zunächst empört, dass ihr Vater sie offensichtlich geleimt hat. Mit dem Versprechen, über die hochwohlgeborene Kundschaft des Onkels auch einen in Frage kommenden Gatten kennenzulernen, ist Röschen nach Berlin gereist. Und nun das: die Tante ist ganz und gar nicht comme il faut und besitzt auch noch die Impertinenz, sie, das hochwohlgeborene Röschen, in ihre Dienste einzuspannen, als gerade Not am Mann ist. Röschen soll allen Ernstes einen ausgefallenen Laufburschen vertreten und in dessen Dienerdress der Tante eines Barons ein Hündchen überbringen. Dort soll sie anschließend einige Pakete entgegennehmen, die dem baronalen Neffen überbracht werden müssen. Beim Baron angekommen, verlangt dieser dann auch noch vom „Burschen“ Röschen, die Dienste seines ausgefallenen Dieners zu erledigen und ihm beim Baden zu helfen. Jetzt reicht es Röschen: sie verweigert sich dem Ansinnen des Herrn und verweist auf ihr weibliches Geschlecht. Erwartungsgemäß verliebt sich daraufhin der Baron in das Mädchen. Dadurch erhält Röschen nun endlich denjenigen Ehemann vom Stande, den sie sich immer erhoffte.

## Produktionsnotizen
Fräulein Hochgemuth, auch unter dem Titel Fräulein Hochmut geführt, entstand im Frühjahr 1915, passierte die Zensur im Mai desselben Jahres und erlebte seine deutsche Erstaufführung im Oktober 1915 im Berliner Mozartsaal. Für den vorangegangenen Monat ist bereits eine Pressevorführung in Wien feststellbar.

## Kritik
„Wie alle Filmlustspiele Franz Hofers zeichnet sich auch dieses Bild durch eine reizende Charakterzeichnung jener Menschen aus, die dieser hervorragende Regisseur so gerne auf die Filmbühne stellt. […] Der Film … ist reich an drolligen, gut gezeichneter und dem Leben abgelauschter Episoden. Eine ganz reizende Idee des Regisseurs ist es, im Ahnenschild, der im Zimmer, der adelsstolzen Mutter prangt, Bilder der Vorfahren der ahnenstolzen Dame erscheinen zu lassen und schließlich auch den Seelentraum der Mutter, daß der Ehe ihrer Tochter mit dem Herrn Baron zahlreich neue Ahnen eines kommenden Geschlechtes entspringen mögen, in dem Rahmen des Schildes zu verkörpern.“